# X-Men: Az ellenállás vége
Az X-Men: Az ellenállás vége (eredeti cím: X-Men: The Last Stand) 2006-ban bemutatott egész estés brit–amerikai szuperhősfilm mely a Marvel Comics X-Men-sorozatának harmadik filmadaptációja. A filmet Brett Ratner rendezte, a forgatókönyv Simon Kinberg és Zak Penn munkája. A főbb szerepekben Hugh Jackman, Halle Berry, Ian McKellen, Patrick Stewart és Kelsey Grammer látható.
A bemutató 2006. május 26-án volt az Egyesült Államokban és Kanadában, Magyarországon 2006. május 2-én.
A film központi témája a „mutációs ellenszer” (ami megszünteti a különleges tulajdonságokat), ez komoly ellentéteket vált ki a mutánsok és az emberek között. A másik cselekményszál Jean Grey titokzatos feltámadása X-Men 2-beli elhalálozása után. A produkció alapjait Chris Claremont és John Byrne „A Főnix halála” és Joss Whedon „Gifted” című képregénye ihlette.

## Cselekmény
Egy gyógyszerészeti vállalat bejelenti, hogy kifejlesztettek egy oltóanyagot az X-gén visszaszorítására, amely a mutánsok különleges erejét adja és amely megkülönbözteti őket az emberektől. Vannak mutánsok, akiknek felkelti érdeklődését a gyógyír, köztük az X-Men Vadócot, ám a legtöbbeket megrémíti a bejelentés. A hírekre válaszul az X-Menek ellenlábasa, Magneto hadsereget toboroz, figyelmeztetve követőit, hogy a gyógyírt erőszakkal fogják alkalmazni a mutánsképességek eltörlésére.
Küklopsz, Jean Grey halálának emlékétől kísértve visszatér oda, ahol Jean az életét áldozta az X-Menekért. Jean megjelenik Küklopsz előtt, csókolóznak, s eközben Jean megváltozik és megöli Küklopszot. Érezve a baljós jeleket, X professzor felderítésre küldi Farkast és Ciklont. Odaérve telekinetikusan lebegő sziklákra, Küklopsz szemüvegére és az eszméletlen Jeanre bukkannak.
Xavier elmagyarázza, hogy mikor Jean feláldozta magát, szabadjára engedte hatalmas erővel rendelkező alternatív énjét, akit Főnixnek nevez. Farkast elborzasztja, mikor rájön, Xavier telepatikus úton megfigyelés alatt tartotta Jeant, ám mikor a nő magához tér, Farkas előtt világossá válik, hogy ez nem az a Jean, akit ismert. Jean kéri Logant, hogy végezzen vele, s mikor az ezt megtagadja, Főnix felszínre tör és telekinetikusan a falhoz löki Farkast. Ezután gyermekkori otthonába megy.
Magneto, aki szintén tisztában van Jean hatalmával, találkozik Xavierrel Jean házában. A két férfi versenyez Jean hűségéért, mígnem Főnix feltör és szabadjára engedi erejét. Lerombolja családja házát, megsemmisíti Xaviert és távozik Magnetóval.
Xavier elvesztését követően az X-Menek újra egyesülnek és szembeszállnak Magneto seregével, akik a gyógyszerészeti vállalatot készülnek megtámadni. A harc hevében Beast beadja a gyógyírt Magnetónak, megfosztva őt mutánserejétől. A csata végén Főnix felemelkedik, s környezete pusztításába kezd. Egy pillanatra Jean átveszi az irányítást felette, s könyörög Farkasnak, hogy mentse meg. Farkas szerelméről biztosítja Jeant és kétségek között vergődve megöli őt fémkarmaival.
Az X-Menek veszteségei ellenére az élet megy tovább. Magneto, most egyszerű öregemberként egy parkban üldögélve sakkozik, s az egyik fémbábu felé nyúlva gyengén megrezegteti azt. A végefőcímet követően dr. Moira McTaggert ellenőriz egy kómás beteget, aki Xavier hangján szól hozzá. A nő megdöbbenve reagál rá: "Charles?".

## Szereplők
| Szerep                          | Színész                                        | Magyar hang            | Leírás |
| ------------------------------- | ---------------------------------------------- | ---------------------- | --- |
| Logan / Farkas                  | Hugh Jackman                                   | Sinkovits-Vitay András | Kanadai mutáns, aki hiperéles, állatszerű érzékekkel, karmokkal a kezén és egy gyorsított gyógyulási faktorral született, amely lehetővé tette, hogy az elpusztíthatatlan fémötvözetből, az adamantiumból készült bevonatot ültessen a csontvázába.                                              |
| Ororo Munroe / Ciklon           | Halle Berry                                    | Németh Borbála         | Mutáns, aki Xavier egyik korábbi tanítványa, és Küklopsz távollétében az X-Men vezetője. Képes manipulálni az időjárást. |
| Eric Lehnsherr / Magneto        | Ian McKellen                                   | Helyey László          | A Testvériség vezetője és alapítója, a holokausztot túlélő mutáns, aki a mutáns felsőbbrendűség nevében háborút folytat az emberiség ellen. Képes irányítani és manipulálni a fémet, ami az egyik legerősebb mutánssá teszi.                                                                     |
| Charles Xavier / X professzor   | Patrick Stewart                                | Horányi László         | Telepatikus képességekkel rendelkező mutáns, az Intézmény alapítója. Genetikai mutáció szakértője és az ember és a mutánsok közötti békés kapcsolatok szószólója. |
| Jean Grey / Főnix               | Famke Janssen                                  | Fehér Anna             | Mutáns, az X-Men egykori tagja, 5-ös osztályú mutáns, aki potenciálisan korlátlan telepatikus és telekinetikus képességekkel rendelkezik. |
| Jean Grey / Főnix               | Haley Ramm (fiatalon)                          | Talmács Márta          | Mutáns, az X-Men egykori tagja, 5-ös osztályú mutáns, aki potenciálisan korlátlan telepatikus és telekinetikus képességekkel rendelkezik. |
| Marie / Vadóc                   | Anna Paquin                                    | Szénási Kata           | Fiatal mutáns, akinek ereje arra készteti, hogy átmenetileg átvegye bárkinek az erejét, akit megérint, így áldozatai (mutánsok vagy emberek) eszméletlenek maradnak; nem tudja kontrollálni erejét, ami nagyon megterheli kapcsolatát Jégemberrel.                                               |
| Dr. Henry "Hank" McCoy / Bestia | Kelsey Grammer                                 | Gesztesi Károly        | Mutáns, a Xavier iskolájának egykori diákja, aki most az amerikai kabinet tagja, mint a mutáns ügyek minisztere, egy briliáns tudós és államférfi. Kék bunda borítja, és felfokozott erővel, reflexekkel és mozgékonysággal, valamint hegyes agyarakkal és oroszlánszerű üvöltéssel rendelkezik. |
| Scott Summers / Küklopsz        | James Marsden                                  | Crespo Rodrigo         | Mutáns, aki az X-Men terepvezetője, hatalmas energiakitöréseket bocsát ki a szeméből, és speciálisan készített szemüveget kell viselnie, hogy megakadályozza mindannak a megsemmisülését, amire ránéz. Bár elkötelezett kapcsolatban él Jean Grey-nel, a nő Főnix-személyisége megöli őt.        |
| Raven Darkholme / Mystique      | Rebecca Romijn                                 | Orosz Helga            | Kék bőrű mutáns, aki képes alakot váltani, hogy bárkinek a külsejét utánozza, valamint hihetetlen ügyességgel, reflexekkel és erővel harcoljon. A Magnetónak szánt gyógyító nyilak elé ugrik, és miután ennek következtében elveszíti mutáns képességeit, Magneto elhagyja őt.                   |
| Bobby Drake / Jégember          | Shawn Ashmore                                  | Simonyi Balázs         | Fiatal mutáns, képes jégből készült szerkezeteket vagy hidegrobbanásokat létrehozni. |
| John Allerdyce / Piró           | Aaron Stanford                                 | Moser Károly           | Mutáns, aki a Xavier iskolájának diákja volt, és haragudott egykori barátjára, Bobby Drake-re, képes manipulálni a tüzet, amelyet csuklóra szerelt öngyújtókon keresztül állít elő. |
| Cain Marko / Buldózer           | Vinnie Jones                                   | Bognár Tamás           | A Testvériség által egy börtönkocsiban beszervezett mutáns bűnöző, hihetetlenül erős, gyors és ha lendületbe jön, szinte megállíthatatlan. |
| Kitty Pryde / Árnymacska        | Elliot Page                                    | Zsigmond Tamara        | Mutáns, aki képes áthaladni az anyagon és szilárd tárgyakon, a Jégember iránti egyértelmű vonzalma tovább növeli a Jégember és Vadóc között már meglévő feszültséget. |
| Peter Rasputin / Kolosszus      | Daniel Cudmore                                 | Barbinek Péter         | Mutáns, aki képes a testét szerves acéllá alakítani, miközben emberfeletti erővel és fizikai sérülésekkel szembeni ellenálló képességgel rendelkezik ebben a formában. |
| Warren Worthington III / Angyal | Ben Foster                                     | Zámbori Soma           | Egy iparmágnás mutáns fia, akinek tollas szárnyai vannak, amelyek lehetővé teszik számára a repülést. |
| Warren Worthington III / Angyal | Cayden Boyd (fiatalon)                         | Penke Bence            | Egy iparmágnás mutáns fia, akinek tollas szárnyai vannak, amelyek lehetővé teszik számára a repülést. |
| Warren Worthington II           | Michael Murphy                                 | Fülöp Zsigmond         | A Worthington Labs, a "gyógymódot" kifejlesztő vállalat vezetője, aki arra számít, hogy megszabadítja fiát mutáns képességeitől. |
| Kallisztó                       | Dania Ramírez                                  | Bogdányi Titanilla     | Az Omegák vezetője, egy emberfeletti érzékekkel rendelkező mutáns, aki érzékeli a mutánsokat és erejüket, valamint emberfeletti sebességgel rendelkezik és szakértő közelharcos. |
| Dr. Kavita Rao                  | Sohre Ágdáslu                                  | Menszátor Magdolna     | Tudós, aki a Worthington Labs-ben dolgozik a mutáns gyógymódon, Kid Omega megöli. |
| Elnök                           | Josef Sommer                                   | Versényi László        | Az Egyesült Államok elnöke toleráns a mutánsokkal szemben, de fél a Testvériség fenyegetéseitől. |
| Bolivar Trask                   | Bill Duke                                      | Bodrogi Attila         | A Nemzetbiztonsági Minisztérium vezetője, segíti az Egyesült Államok elnökét a mutánsok elleni háborúban. |
| James Madrox / Multiple Man     | Eric Dane                                      | Magyar Bálint          | A testvériség által egy börtönkocsiban beszervezett mutáns és tolvaj, képes nagyon sok másolatot készíteni magáról. |
| Elisabeth Braddock / Psziché    | Meiling Melançon                               |                        | Mutáns, aki képes teleportálni magát az árnyékos területeken keresztül. |
| Philippa Sontag / Arclight      | Omahyra Mota                                   | Nem szólal meg         | Mutáns, aki képes megrázó erejű lökéshullámokat generálni. |
| Quentin Quire / Kid Omega       | Ken Leung                                      | Kossuth Gábor          | Mutáns, aki képes tüskéket kilökni a testéből, leginkább az arcából. |
| Jimmy / Leech                   | Cameron Bright                                 | Jelinek Márk           | Mutáns, aki képes semlegesíteni a közelben lévő mutánsok erejét. |
| Phat                            | Via Saleaumua (nagydarab) Richard Yee (vékony) | Nem szólal meg         | Mutáns, aki egy nagyon nagy ember, aki képes lefogyni, hogy kisebb térben is elférjen. |
| Spike                           | Lance Gibson                                   | Nem szólal meg         | Mutáns, aki úgy harcol Rozsomák ellen az erdőben, hogy csontos tüskék nőnek ki a húsából. |
| Glob Herman                     | Clayton Dean Watmough                          | Nem szólal meg         | Átlátszó bőrű mutáns. |
| Jubilitation Lee / Jubilee      | Kea Wong                                       | Peller Anna            | Az iskola tanulói. |
| Theresa Rourke / Szirén         | Shauna Kain                                    | Nem szólal meg         | Az iskola tanulói. |
| Moira McTaggert                 | Olivia Williams                                |                        | Orvos, Charles Xavier kollégája és régi ismerőse. |
| Mr. Grey                        | Adrian Hough                                   | Forgács Péter          | Jean apja. |
| Locsoló férfi                   | Chris Claremont                                | Nem szólal meg         | Jean szomszédja. |
| Fűnyíró férfi                   | Stan Lee                                       | Nem szólal meg         | Jean szomszédja. |
| Őrmester                        | R. Lee Ermey                                   | Lukácsi József         | Őrmester, aki a védelmi előkészületeket irányítja, mielőtt a Testvériség megtámadja az Alcatraz-szigetet. |

## A film készítése
Az első két X-Men film direktora, Bryan Singer otthagyta a produkciót az előkészületi fázisnál, hogy a Superman visszatért rendezhesse. Csatlakozott hozzá az X-Men 2 forgatókönyvírópárosa, Dan Harris és Michael Dougherty, illetve a zeneszerző/vágó John Ottman is. Ezután Matthew Vaughn-t kérték fel a feladatra. Ő kiválasztotta Kelsey Grammert Beast és Vinnie Jonest Buldózer szerepére, de családi okokra hivatkozva visszalépett a forgatás kezdete előtt. Vaughn-t Singer jóbarátja, Brett Ratner váltotta, aki egyike volt azoknak, akik eséllyel pályáztak az első film rendezésére; s éppen Ratnert képzelte el a Warner Bros. a 2006-os Superman rendezésére, mielőtt a filmterv Superman visszatér-ré lépett elő.
2005. június 13-án egy korai forgatókönyvváltozat nem végleges vázlata Drew McWeeny, az Ain't It Cool News munkatársa jóvoltából napvilágot látott, és heves vitákat váltott ki rajongói körökben. Ez a verzió azonban kezdetleges volt, és több tucat változatot követően jelentősen módosult a cselekmény.
"Nagyon mozgalmas, nagyon érzelemdús, nagyon személyes az előző filmekben megismert karakterekkel. Van benne pár különlegesen akciódús jelenet. Van benne pár igencsak jelentős haláleset. Amennyit eddig láttam belőle, abból úgy vélem, igazán nem mindennapi lesz." – Patrick Stewart egy rajongói spekulációkat kiváltó nyilatkozata a projektről

## A forgatásról
Az X-Men: Az ellenállás vége forgatása 2005 augusztusában kezdődött és 2006 januárjáig tartott, nagyrészt a kanadai Vancouverben. Dave Gordon associate producer szavai szerint "Ez a legnagyobb produkció, amit valaha is Kanadában forgattak". Eddig az X-Men 2 volt, most már az X-Men 3. Az X-Menek és az ellenséges mutánsokból álló  Testvériség végső összecsapására a szkript szerint Washingtonban került volna sor, de Ratner úgy döntött, hogy változtat a helyszínen.
A film készítésének akad néhány érdekes momentuma. A Golden Gate híd egy 2500 láb magas másolatát készítették el az egyik jelenethez, mely eredetileg a film közepén szerepelt volna, de a rendező úgy döntött, sokkal drámaibban hatna a tetőponton, a mozi végén.
A több mint 65 éves Patrick Stewart és Ian McKellen arcát fiatalabbá varázsolták "complex keyframing" technikával (nem használtak CGI-t, csak fotografált bőr/csont strukturát). Ezt a "digitális bőr-hamisítás"-nak nevezett eljárást a két színész 20 évvel való megfiatalítására használták az első flashback-jelenethez.
Angel szárnyai kezdetben túl nehezek voltak Ben Fosternek, így habszivacsból újraalkották őket.
Több színész is maga végezte a kaszkadőrmunkát. A "forgószél" rögzítőköteles jelenetét Halle Berry maga csinálta az egyik harci jelenetben, s úgy megszédült belé, hogy hányt is. A stábnak vödröket kellett hoznia elé, mielőtt a felvételt elkezdték.

## Fogadtatás
Az X-Men: Az ellenállás vége első napján 45,5 millió dollárt hozott, s ez minden idők negyedik legnagyobb nyitónapja a Pókember 3 ötvenkilencmilliója, A Karib-tenger kalózai: Holtak kincse ötvenötmilliója és a Star Wars III. rész: A Sith-ek bosszúja ötvenmilliója után. A Memorial Day négynapos hétvégéjén összesen 122,9 millió dollárt gyűjtött össze, s háromnapos 102,8 milliójával a nyolcadik a legnagyobb első hétvégék listáján. Mindössze három nap kellett a filmnek a százmillió dollárt elérésére, ám második hétvégéjén egy szignifikáns 66,9%-os esést kellett elkönyvelnie. 234,4 millió dollárt termelt Észak-Amerikában és 459,3-et összességében (s ezzel a 7. a 2006-os listán).
A film kritikái általánosságban vegyesek, a Rottentomatoes.com 57%-ra értékeli. A Metarcritic oldala hasonló véleményen áll, 58/100-as besorolással. Ebert & Roeper (a Chicago Sun-Times elismert kritikusai) two thumbs up-ot adott a filmnek, vagyis jónak találták. Ebert véleménye: „Tetszett az akció, tetszett az abszurditás, tetszett a mutánsképességek össze nem illő és túlzott használata, s különösképpen tetszett a mód, ahogy a politikai felhangok megjelennek és speciális effektekkel döntik el őket”. Néhány filmkritikus szerint azonban a harmadik rész minőségi csökkenést ért meg az előző kettőhöz képest. Justin Chang a Varietytől úgy véli, a film egy "dirr-durr folytatás észrevehetően kevésbé széles közönségnek, nélkülözve a borongós atmoszférát és az emócionális súlyt, ami az első két Marvel-adaptációt oly sikeressé tette".  A Film Journal International munkatársa, Frank Lovece szerint „a kockázatvállaló forgatókönyv eredeti következményei felülemelkednek Brett Ratner szürke rendezésén, akinek elegendő mechanikája hatásosan kerekíti a sztorit, de igazi lélek nélkül”.